# Woodlawn (condado de Prince George's)
Woodlawn es un lugar designado por el censo ubicado en el condado de Prince George en el estado estadounidense de Maryland. En el año 2010 tenía una población de 6334 habitantes y una densidad poblacional de 2184.1 personas por km².

## Geografía
Woodlawn se encuentra ubicado en las coordenadas 38°56′58″N 76°53′53″O / 38.94944, -76.89806.

## Demografía
Según la Oficina del Censo en 2000 los ingresos medios por hogar en la localidad eran de $54.250 y los ingresos medios por familia eran $60.392. Los hombres tenían unos ingresos medios de $33.872 frente a los $34.531 para las mujeres. La renta per cápita para la localidad era de $19.709. Alrededor del 6.6% de la población y del 5.2% de las familias estaba por debajo del umbral de pobreza.